# Go卡
go卡（英語：go card）是澳洲第三大城市布里斯班的非接觸式智能卡，由立方集團開發，可用於昆士蘭州TransLink的公共交通網絡。

## 歷史
昆士蘭州政府於2003年7月批出1.34億澳元合約予立方集團進行設計、建造、營運和維護go卡系統。2006年7月，TransLink招募了約1000名志願者於紅崖城地區測試新的智能卡系統。2008年2月go卡在布里斯班全面推出，並可在部分零售商店和昆士蘭鐵路車站出售，同時也可在電話或網上購買。在推出 Go Card 期間，Translink 在火車站和主要公交換乘站安排了工作人員，向乘客介紹Go Card 並解答他們的疑問。
為了鼓勵使用Go Card，從 2008 年 8 月 4 日起，所有使用 Go Card 出行的旅客均可享有紙質車票至少 20% 的折扣。每週出遊10次以上的常客還可享有額外50%的折扣。
2012年，推出了遊客專用 SEEQ 卡。
2014年，推出了go explore 卡，是澳洲首張限量使用的旅遊智慧卡，以配合耗資 12 億澳元的黃金海岸輕軌系統的正式開通。

## 卡種

### Go 卡
Go 卡有四種，分別為成人卡、小童卡、優惠卡及長者卡；購買Go 卡時需要付 AUD$10(成人)或AUD$5(兒童、優惠票、老年人)可退還押金，可於各Go卡零售點及網上購卡、並可於各Go卡零售點、透過電話及網上進行充值，並可設定自行充值服務(最少充值$20澳元)。
| 卡種名稱             | 適用人仕及描述                                                               |
| -------------------- | ---------------------------------------------------------------------------- |
| 成人卡（Adult）      | 適用於15歲以上繳付全額車資乘客，卡身為藍色                                   |
| 小童卡（Child）      | 適用於5至14歲兒童/青年，持卡人將可於週末免費乘車(卡里必須有餘額)，卡身為橙色 |
| 長者卡（Senior）     | 只適用於持有澳洲長者卡，卡身為紅色                                           |
| 優惠卡（Concession） | 適用於養老金領取者、退伍軍人和在校學生，卡身為青綠色                         |

### SEEQ 卡(暫時停售)
SEEQ 卡的操作與 go 卡類似，可用在昆士蘭東南方，連續三日或五日內（以第一次刷卡日起始），無限次搭乘指定區域內大眾運輸（火車、公車、渡輪、黃金海岸輕鐵)以及搭乘機場線往返布里斯本國內或國際機場 2 次。
|     | 成人票價 | 兒童票價 |
| --- | -------- | -------- |
| 3天 | AUD$79   | AUD$40   |
| 5天 | AUD$129  | AUD$65   |

### Go Explore卡
遊客憑Go Explore卡可以無限次乘坐陽光海岸的任何巴士和黃金海岸的任何 Translink 巴士或輕軌，每天僅需 AUD$1.5 。一次最多可儲值 8 天的通票。
從以下途徑可購買Go Explore卡：
- 黃金海岸和陽光海岸的指定零售商和酒店預訂服務台
- 布里斯本指定火車站:國內機場站和國際機場站
- 黃金海岸指定輕鐵站:寬闊海灘南站和卡維爾大道站
- 黃金海岸機場便利商店